# John Tchicai
John Martin Tchicai (Kopenhagen, 28 april 1936 – Perpignan, 8 oktober 2012) was een Deense jazzsaxofonist.

## Biografie
Tchicai groeide op in Århus als zoon van een Congolees-Deens echtpaar en kreeg als kind viool- en klarinetonderricht. Vanaf 15-jarige leeftijd leerde hij altsaxofoon spelen. Tijdens zijn muziekstudie aan het conservatorium in Kopenhagen trad hij op met Albert Ayler en Sunny Murray. In 1962/63 concerteerde hij voor de eerste keer buiten Denemarken bij de festivals in Helsinki en de Jazz Jamboree in Warschau, waar hij begon met de eerste opname Jazz Jamboree Vol. 4. In 1963 ging hij voor de eerste keer naar New York, waar hij speelde met muzikanten van de daar aanwezige jazzavant-garde. Daar formeerde hij samen met Don Cherry en Archie Shepp de New York Contemporary Five, waarbij de drie blazers simultaan improviseerden. Deze multilineaire improvisaties waren verbonden met de harmolodisch muzikaal perfecte Ornette Coleman. Met deze band ging Tchicai naar Europa. Terug in New York formeerde hij in 1964 het New York Art Quartet met Roswell Rudd en Milford Graves. Hij speelde echter ook bij baanbrekende opnamen van Archie Shepp (Four for Trane, 1964), John Coltrane (Ascension, 1965) en van Albert Ayler (N.Y. Eye and Ear Control).
Na zijn terugkeer in Europa formeerde Tchicai in 1966 de Cadentia Nova Danica, waarmee hij eind jaren 1960 tijdens meerdere festivals optrad en twee albums uitbracht. In 1968 werkte hij ook in een trio met Misha Mengelberg en Han Bennink. Tijdens de jaren 1970 concentreerde hij zich op zijn lesactiviteiten, naast privéonderricht vooral masterclasses aan conservatoria en hield hij zich bezig met de basklarinet, de sopraansaxofoon en bamboefluiten. Hij trad nu en dan op met Gunter Hampel, Irène Schweizer, John Stevens, het eigen trio, het Deense radio-jazzorkest en in soloconcerten.
Tijdens de jaren 1980 wisselde Tchicai naar de tenorsaxofoon en werkte hij o.a. met het New Jungle Orchestra van Pierre Dørge, de Nederlandse formatie De Zes Winden en in bands van Johnny Dyani en Chris McGregor. Soms speelde hij met François Jeanneau in een saxofoonkwartet en ook -sextet. In 1983/1984 trad hij ook in een trio op met de kerkorganist Hans-Günther Wauer, de drummer Günter 'Baby' Sommer en met Cecil Taylor. Hij nam ook op met Charles Gayle. In 1987 publiceerde hij zijn leerboek Advice to Improvisers (Edition Hansen). Sinds hetzelfde jaar was hij betrokken bij het project Jazz gegen Apartheid (met o.a. Harry Beckett en Makaya Ntshoko). In 1991 formeerde hij in Californië zijn septet John Tchicai and the Archetypes. Daarnaast was hij lid van de band Yo Miles van Henry Kaiser en Wadada Leo Smith en speelde hij in projecten van Karl Berger, Károly Binder en Vitold Rek. Hij trad verder op met zijn International Workshop Orchestra en de John Tchicai Connection en blies zijn Cadentia Nova Danica nieuw leven in. In 2000 verscheen onder de titel Tchicai and New York Art Quartet een dokumentaire film van Alan Roth. Tijdens het jazzfestival van Lissabon in 2001 kwam het tot een reünie van het kwartet.

## Privéleven en overlijden
John Tchicai woonde sinds 1991 in Davis en sinds 2001 hoofdzakelijk in Claira bij Perpignan in Frankrijk. Na een hersenbloeding lag hij sinds juni 2012 in coma. Hij overleed in oktober op 76-jarige leeftijd.

## Discografie
- 1965: New York Art Quartet Mohawk (Fontana Records met Roswell Rudd, Reggie Workman, Milford Graves)
- 1968: Cadentia Nova Danica (Polydor met Karsten Vogel, Hugh Steinmetz, Kim Menzer, Max Brüel, Steffen Andersen, Giorgio Musoni, Yvan Krill, Robidoo)
- 1975: Willi The Pig (Willisau, met Irène Schweizer, Buschi Niebergall, Makaya Ntshoko)
- 1977: Real Tchicai (met Pierre Dørge en Niels-Henning Ørsted Pedersen)
- 1985: Cassava Balls (met Hartmut Geerken en Don Moye)
- 2005: Big Chief Dreaming (Soul Note Records) met Garrison Fewell, Tino Tracanna, Paolino Dalla Porta, Massimo Manzi
- 2013: Tribal Ghost (NoBusiness Records) met Charlie Kohlhase, Garrison Fewell, Cecil McBee, Billy Hart
- 2018: Musical Monsters (Intakt 1980)